# Trattato della Confederazione Tedesca del Nord
Il trattato della Confederazione Tedesca del Nord, noto anche come trattato del 18 agosto 1866, fu il trattato tra il Regno di Prussia e gli altri Stati tedeschi che sancì la creazione della Confederazione Tedesca del Nord, precorritrice dell'Impero tedesco.

## Firma del trattato e contenuto
Il trattato venne firmato a Berlino il 18 agosto 1866, appena cinque giorni prima della firma del trattato di Praga, che concluse la guerra austro-prussiana. Inizialmente il trattato univa gli Stati firmatari in un'alleanza militare e rimandava al futuro la creazione di una federazione. Esso stabiliva inoltre che se nessun compromesso fosse stato trovato entro agosto 1867, gli obblighi di negoziazione sarebbero decaduti. Nel mese di febbraio 1867, sei mesi dopo la firma del trattato, le parti contraenti convennero sulla redazione della Costituzione della Confederazione Tedesca del Nord, che istituiva la Confederazione come stato sovrano.
Il nome completo del trattato in lingua italiana è "trattato di alleanza tra Anhalt, Brema, Brunswick, Amburgo, Lippe, Lubecca, Oldenburg, Prussia, Reuss-Schleitz, Sassonia-Altenburg, Sassonia-Coburgo-Gotha, il Granducato di Sassonia, Schaumberg-Lippe, Schwarzburg-Rudolstadt, Schwarzburg-Sondershausen e Waldeck e Pyrmont, firmato a Berlino il 18 agosto 1866".

## Firmatari
Il Regno di Prussia era il firmatario predominante. Le altre parti contraenti concedevano le proprie forze militari sotto il comando del re di Prussia, e Otto von Bismarck redasse da solo la costituzione proposta.
I seguenti Stati firmarono il trattato il 18 agosto e lo ratificarono l'8 settembre 1866:
- Ducato di Anhalt
- Brema
- Ducato di Brunswick
- Amburgo
- Principato di Lippe
- Città libera di Lubecca
- Granducato di Oldenburgo
- Regno di Prussia
- Principato di Reuss-Gera

- Ducato di Sassonia-Altenburgo
- Ducato di Sassonia-Coburgo-Gotha
- Granducato di Sassonia-Weimar-Eisenach
- Principato di Schaumburg-Lippe
- Principato di Schwarzburg-Rudolstadt
- Principato di Schwarzburg-Sondershausen
- Principato di Waldeck e Pyrmont

I seguenti Stati ratificarono o aderirono al trattato più tardi nel 1866:
- Granducato di Meclemburgo-Schwerin[1]
- Granducato di Meclemburgo-Strelitz[1]
- Granducato d'Assia (solo le regioni settentrionali)[2]
- Principato di Reuss-Greiz[3]
- Ducato di Sassonia-Meiningen[4]
- Regno di Sassonia[5]